# Инзелга
Инзелга (баш. Игенйылға) — село в Гафурийском районе Республики Башкортостан Российской Федерации. Центр Бельского сельсовета.

## География

### Географическое положение
Находится на берегу реки Белой.
Расстояние до:
- районного центра (Красноусольский): 18 км,
- ближайшей ж/д станции (Белое Озеро): 17 км.

## История
В «Списке населенных мест по сведениям 1870 года», изданном в 1877 году, населённый пункт упомянут как деревня Инзилга (Инзельгина) 2-го стана Стерлитамакского уезда Уфимской губернии. Располагалась при озере Мокруше, по правую сторону реки Белой, в 40 верстах от уездного города Стерлитамака и в 11 верстах от становой квартиры в селе Табынское. В деревне, в 54 дворах жили 337 человек (182 мужчины и 155 женщин, тептяри). Жители занимались земледелием, скотоводством.

## Население
| 2002 | 2009 | 2010 |
| ---- | ---- | ---- |
| 441  | ↗492 | ↘389 |

Согласно переписи 2002 года, преобладающие национальности — башкиры (55 %), татары (43 %).

## Сельское хозяйство
В деревне организована страусиная ферма. Здесь находятся несколько загонов со страусами, вольеры для других животных и птиц.

## Галерея

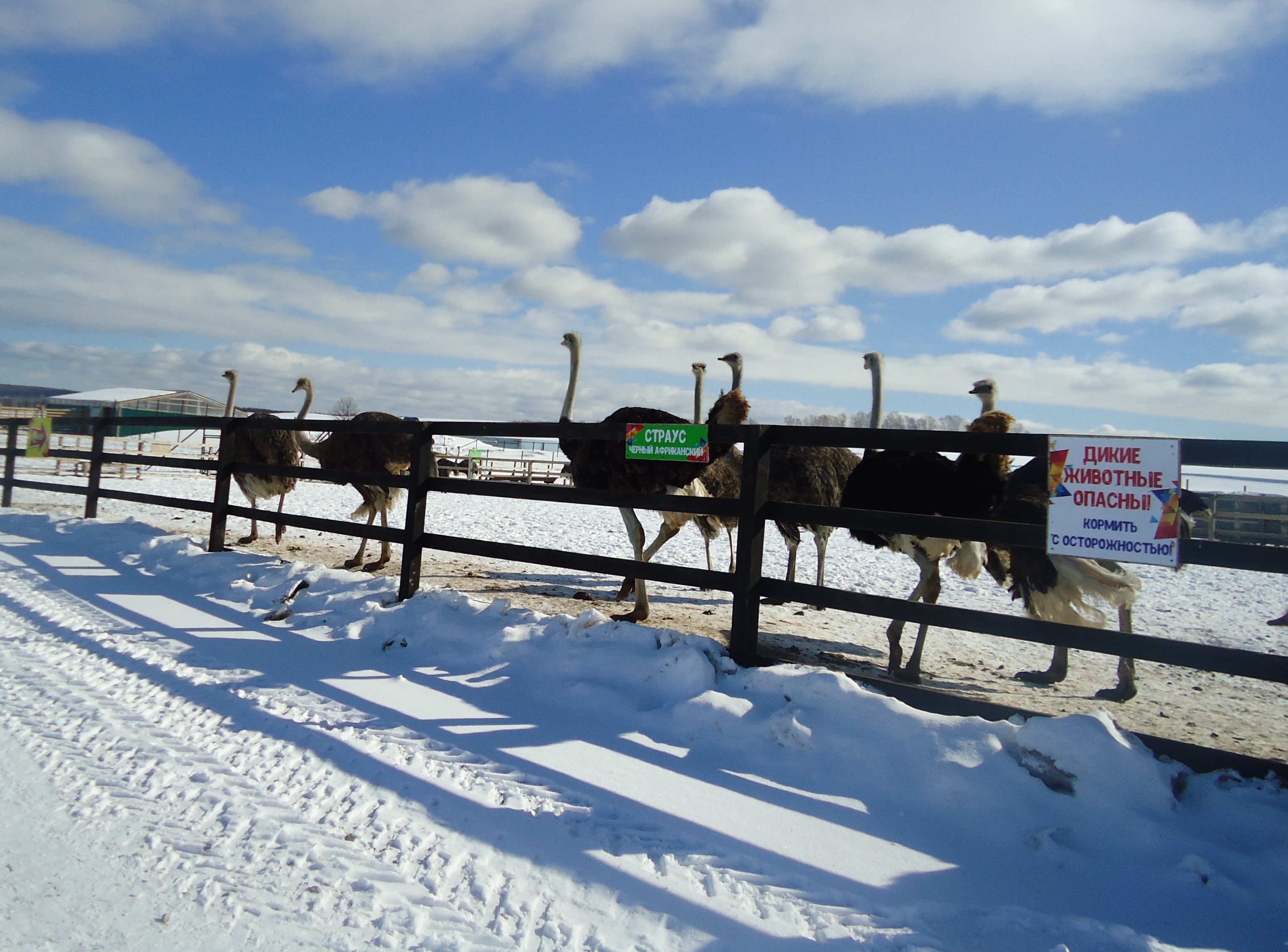
Башкортостан. Гафурийский район. Ферма деревни Инзелга. Страусы.
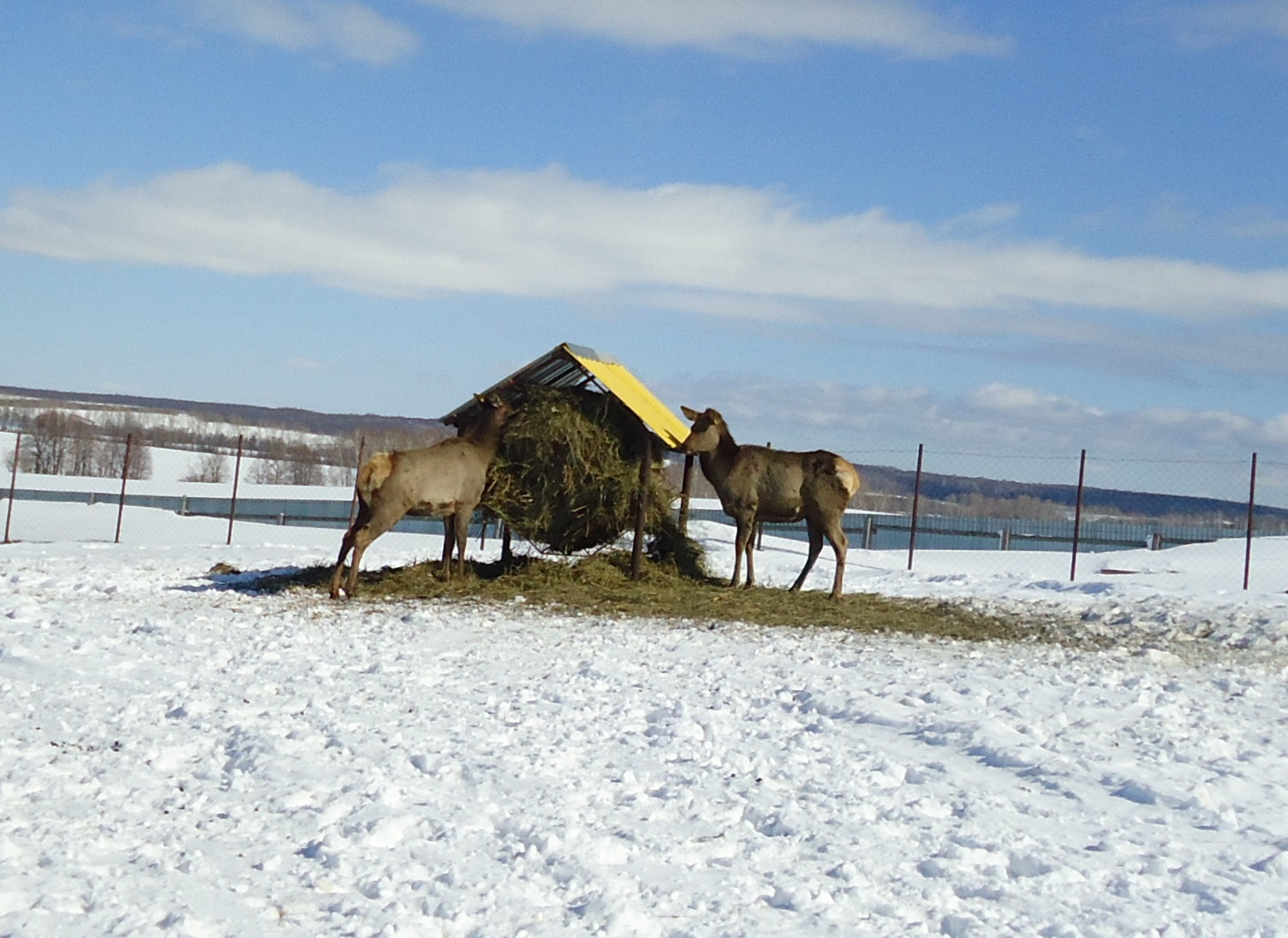
Башкортостан. Гафурийский район. Ферма деревни Инзелга. Маралы.
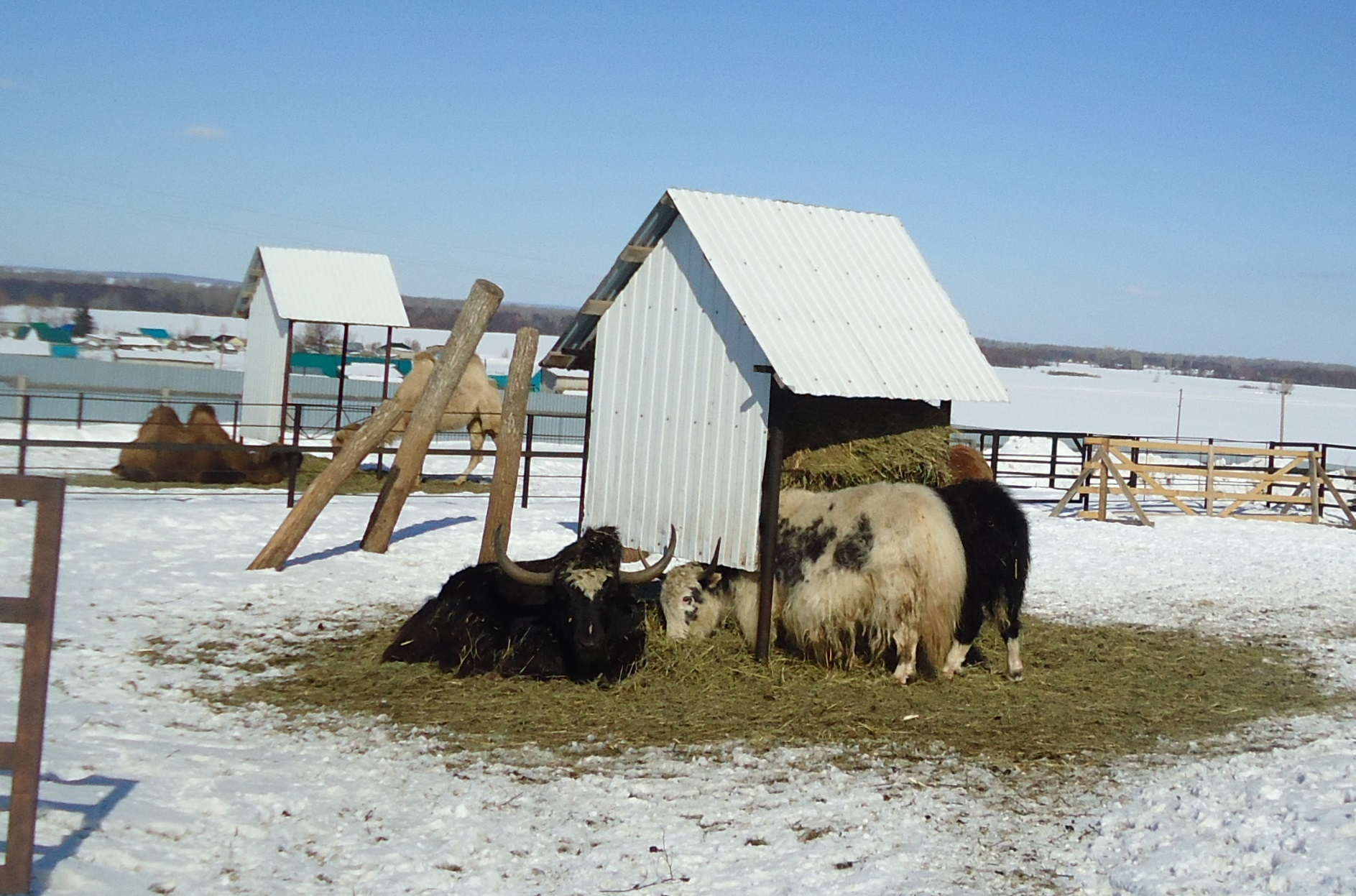
Башкортостан. Гафурийский район. Ферма деревни Инзелга. Одомашненные яки.
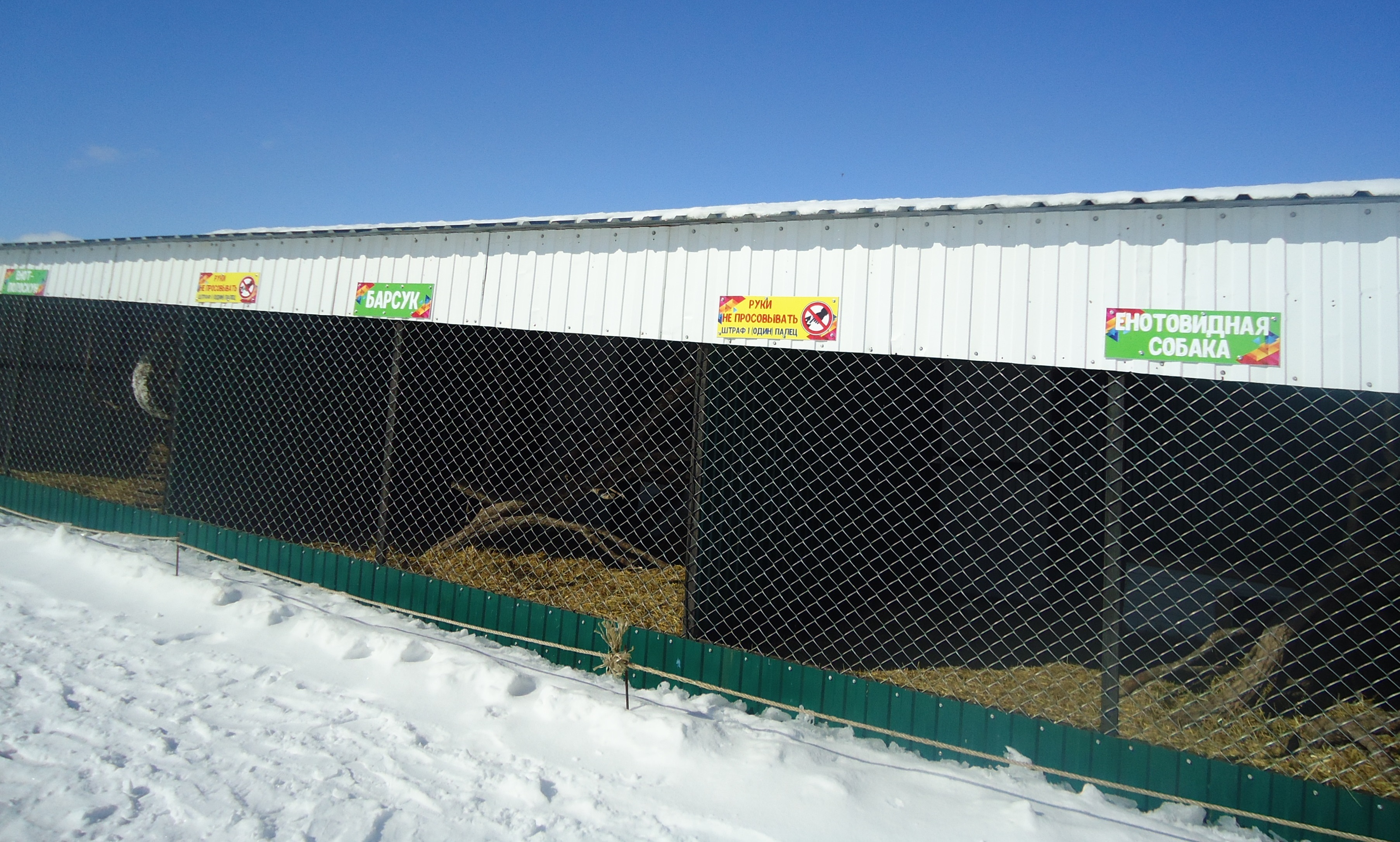
Башкортостан. Гафурийский район. Ферма деревни Инзелга. Вольер

## Религия
В деревне есть мечеть.